# 柔垂缬草
柔垂缬草（学名：Valeriana flaccidissima）为忍冬科缬草属的植物。分布于日本、台湾岛以及中国大陆的湖北、云南、陕西、四川等地，生长于海拔1,000米至3,600米的地区，见于林缘、草地或溪边水湿条件较好处，目前尚未由人工引种栽培。